# Unione Cristiano-Democratica (Paesi Bassi)
L'Unione Cristiano-Democratica (in olandese: Christelijk-Democratische Unie - CDU) fu un partito politico dei Paesi Bassi operativo dal 1926 al 1946.
Si affermò attraverso la confluenza di tre distinti soggetti politici:
- il Partito Cristiano-Democratico (Christen-Democratische Partij);
- il Partito Cristiano-Sociale (Christelijk-Sociale Partij);
- la Lega dei Cristiano-Socialisti (Bond Christen-Socialisten).

Nel 1946 dette vita, insieme al Partito Socialdemocratico dei Lavoratori e alla Lega Libero-Democratica, al Partito del Lavoro.

## Risultati
| Elezione         | Voti   | %    | Seggi   |
| ---------------- | ------ | ---- | ------- |
| Legislative 1929 | 12.780 | 0,38 | 0 / 100 |
| Legislative 1933 | 38.459 | 1,03 | 1 / 100 |
| Legislative 1937 | 85.004 | 2,09 | 2 / 100 |